# Église Notre-Dame-de-Malpas de Montfrin
Pour les articles homonymes, voir Église Notre-Dame et Malpas (homonymie).
L'église Notre-Dame-de-Malpas est une église romane et gothique située à Montfrin dans le département français du Gard en région Occitanie.

## Historique
Montfrin est mentionné sous les noms de Castrum de Montfin en 1156, de Locus Montis Frini en 1461 et de Locus Montisfreni Uticensis diocesis en 1474.
L'église Notre-Dame de Malpas fut construite aux XIIe et XIVe siècles. Elle est mentionnée en 1620 sous le nom de Prieuré de Montfrin. Montfrin appartenait à la viguerie de Beaucaire et au diocèse d'Uzès.

## Statut patrimonial
L'église fait l'objet d'une inscription au titre des monuments historiques depuis le 13 juillet 1926.

## Architecture

### Façades
L'église est édifiée en pierre de taille de belle facture assemblée en grand appareil.
La façade occidentale, de style roman, est percée de baies cintrées et d'un superbe oculus orné d'une frise de pointes de diamants et d'un encadrement mouluré. La façade est surmontée d'une corniche en saillie portée par des modillons ornés de visages humains ou de motifs géométriques variés. 
La façade méridionale est en grande partie cachée par les habitations voisines mais elle montre cependant vers l'arrière une corniche similaire à celle de la façade occidentale, avec des modillons romans très typés : orant, bélier, modillons géométriques...

### Clocher
La base du clocher est romane : ses faces sont percées d'une ou de deux baies en plein cintre. Les arcs qui surmontent les baies géminées retombent sur un culot en forme de masque.
La partie supérieure du clocher, octogonale et de style gothique, présente des baies campanaires surmontées d'un remarquable gable orné de fleurons.
Le clocher se termine par une élégante flèche de pierre ornée de nombreux fleurons gothiques. 

Modillons romans de la façade méridionale
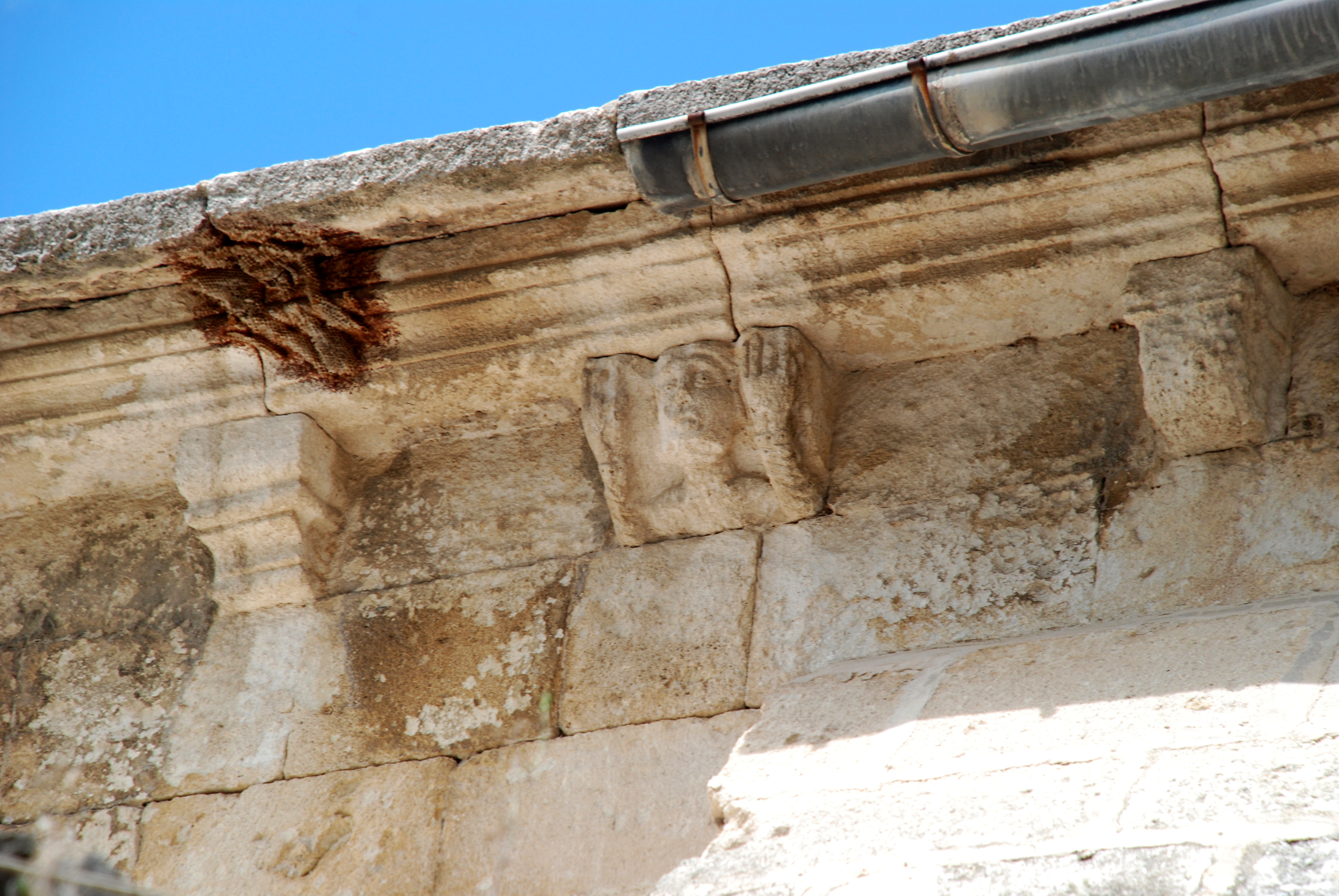
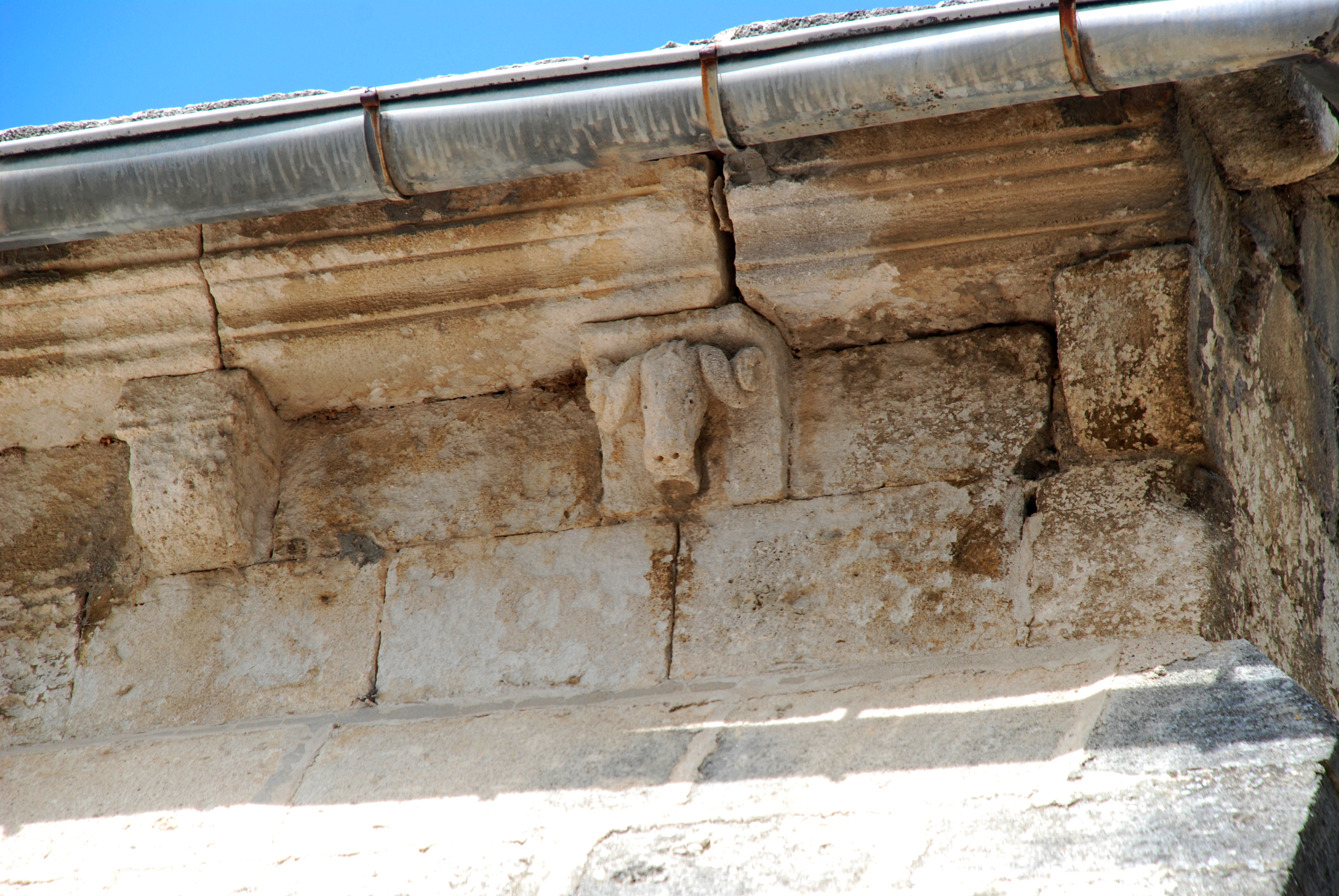